# Stadio Beira-Rio
Lo stadio Beira-Rio (in portoghese Estádio Beira-Rio), noto anche come Gigante da Beira-Rio e chiamato ufficialmente Estádio José Pinheiro Borda, è uno stadio di calcio della città di Porto Alegre, nello stato del Rio Grande do Sul, in Brasile. Ospita le partite interne dello Sport Club Internacional.
Il nome ufficiale richiama José Pinheiro Borba, un ingegnere portoghese che si occupò della supervisione dei lavori di costruzione dell'impianto per molti anni e che morì prima del completamento. È detto Beira-Rio (letteralmente "lungofiume") perché è situato accanto al fiume Rio Guaíba.

## Storia

### Costruzione
Successore dell'Estádio dos Eucaliptos, lo stadio Beira-Rio, i cui lavori iniziarono il 12 settembre 1956, venne costruito anche grazie ai sostenitori dell'Internacional, che fornirono gran parte dei materiali.
Durante gli anni sessanta, inoltre, lo stadio era ironicamente chiamato "Bóia Cativa", poiché si pensava che non sarebbe mai stato concluso, anche perché quelli erano degli anni assai difficili per l'Internacional.

### Inaugurazione
Lo stadio venne infine inaugurato il 6 aprile 1969 con un'amichevole tra la squadra brasiliana dell'Internacional e la squadra portoghese del Benfica. Il primo gol fu segnato da Claudiomiro, giocatore dell'Internacional, che vinse poi l'incontro per 2-1.

### Mondiali 2014
Lo stadio, il secondo più grande del Rio Grande do Sul e anche del sud del Brasile, è stato recentemente ristrutturato per ospitare alcune partite della campionato mondiale di calcio 2014. Il primo evento dopo la ristrutturazione è stato la partita tra l'Internacional e il Caxias, un club locale, giocata il 15 febbraio 2014.

## Incontri Internazionali

### Coppa del Mondo FIFA 2014
| Data           | Orario (BRT) | Squadra #1    | Ris.          | Squadra #2  | Fase del torneo  | Spettatori |
| -------------- | ------------ | ------------- | ------------- | ----------- | ---------------- | ---------- |
| 15 giugno 2014 | 16:00        | Francia       | 3 - 0         | Honduras    | Girone E         | 42 183     |
| 18 giugno 2014 | 13:00        | Australia     | 2 - 3         | Paesi Bassi | Girone B         | 42 877     |
| 22 giugno 2014 | 16:00        | Corea del Sud | 2 - 4         | Algeria     | Girone H         | 42 732     |
| 25 giugno 2014 | 13:00        | Nigeria       | 2 - 3         | Argentina   | Girone F         | 43 285     |
| 30 giugno 2014 | 17:00        | Germania      | 0 - 0 (2 - 1) | Algeria     | Ottavi di finale | 43 063     |

## Concerti
Lo stadio ha ospitato anche vari concerti. Nel 1998 si sono esibiti qui Roberto Carlos e Luciano Pavarotti, nel 2010 Paul McCartney, che ha raccolto un pubblico di 60 000 persone, nel 2011 Justin Bieber e nel 2012 Roger Waters.